# Balássy Ferenc
Balássy Ferenc (néhol Balázsy; Betlenfalva, 1821. december 9. –  Maklár, 1896. október 4.) történész, római katolikus lelkész, egyháztörténész; a Magyar Tudományos Akadémia levelező tagja (1872).

## Pályája
Szülei korán meghaltak, ezért Balássy Pál tiszapüspöki plébános neveltette. A gimnáziumot Székelyudvarhelyen kezdte, a harmadik osztályt Szolnokon, a negyediket Gyöngyösön, az ötödiket és a hatodikat Budán végezte. 1839-ben felveték az egri növendék papok közé; Egerben 1840–1841-ben végezte a bölcseletet, 1842–1845-ben a teológiát. Miután 1845-ben áldozópappá szentelték, Dorogházára nevezték ki káplánnak, egy évvel később Tiszapüspökire rendelték nagybátyja mellé, ahol 1849-ig volt káplán. Ezután közel kilenc évig Törökszentmiklóson volt káplán, onnan 1858-ban Gyöngyösre került, a következő évben Bánhorvátonban önálló lelkész lett. 1862-től Felnémetre, 1870-ben Törökszentmiklósra helyezték plébánosnak, egyúttal megválasztották kerületi esperesnek. 1881 végén Maklárra rendelték, ahol egri kerületi esperessé, majd címzetes kanonokká nevezték ki.
A Magyar Tudományos Akadémia 1872-ben választotta levelező tagjává. A Magyar Történész Társulatnak megalakulásától (1867) kezdve, a Kemény Zsigmond Szépirodalmi Társulatnak 1877-től volt tagja. A magyar történelem tanulmányozására Bánhorváton tartózkodása idején Kazinczy Gábor buzdította, későbbi működésében pedig Ipolyi Arnold akkori egri kanonok segítette.

## Művei
- Török-Szent-Miklós története (Pest, 1858)
- Regestrum decimalium papalium sexennalium dioecesis de annis 1333, 1334 et 1335 (Agriae, 1863)
- Az egri egyházmegye alakulása (Eger, 1865)
- Adalék a Rákóczi forradalom történetéhez (Magy. Tört. Tár, 1867)
- Vázlatok Heves és Külső-Szolnok megyék helytörténetéből (Eger, 1868)
- A székelyek alapszerződése (Budapest, 1873). (Székfoglaló. Értek. a tört. tud. kör. II. 10. sz.)
- Az egri vár 1687. feladásának alkupontjai (Budapest, 1874; Értek. a tört. tud. kör. IV. 4. sz. Ismerteti: Századok, 1875)
- Ludányi Tamás egri püspök (Budapest, 1878; Értek. a tört. tud. kör. VII. 4. sz.)
- Mutatványok a váradi regestrumból (Budapest, 1881)
- A zámi és óháti apátságok (Budapest, 1881; Értek. a tört. tud. kör. IX. 6. Ismerteti: Századok).
- A megye és a várispánság vagyis e két intézmény közötti különbség (Budapest, 1883; Értek. a tört. tud. kör. XVI. 2.)
- Heves-vármegye története (I. Eger, 1897).